# Copablepharon canariana
Copablepharon canariana är en fjärilsart som beskrevs av Mcdunnough 1932. Copablepharon canariana ingår i släktet Copablepharon och familjen nattflyn. Inga underarter finns listade i Catalogue of Life.